# Florin toscan
Pour les articles homonymes, voir Florin.
Ne doit pas être confondu avec Fiorino.
Le florin (en italien, fiorino toscano) est l'ancienne monnaie officielle du grand-duché de Toscane, de 1826 à 1859. Il est remplacé par la lire sarde (1859), puis par la lire italienne l'année suivante.

## Histoire monétaire
Sous le Premier Empire, la France aux 130 départements (1811) englobe la Toscane. Le Congrès de Vienne en 1815, permet au grand-duc Ferdinand III de récupérer son trône, qui souhaite maintenir le franc français en tant que monnaie d'usage. Il s'ensuit sur le territoire une certaine confusion monétaire, entre d'un côté la monnaie française, de l'autre, la lire du royaume d'Italie napoléonien qui y circulait également, et la lire toscane, refondée du temps du royaume d'Étrurie. Cependant, toutes ces monnaies reposaient sur les mêmes caractéristiques de poids et de modules. En 1824, le nouveau prince, Léopold II, veut en finir, et institue le florin toscan, qui vaut au change 1,6667 lire ou franc. En 1847, le duché de Lucques est absorbé, et la lire de Lucques disparaît au taux de 1 florin pour 2 lires.
La comptabilité était double : la lire toscane reste l'unité de compte bancaire, tandis que le florin, devise officielle, peine à s'installer parmi la population qui continue à négocier en lires.
Léopold II abdique le 27 avril 1859, et le Gouvernement provisoire passe sous le giron du royaume de Sardaigne, qui le 17 mars 1861, proclame l'unification de l'Italie. Le taux de conversion du florin est établi à 1 pour 1,4 lire italienne.

## Émissions monétaires

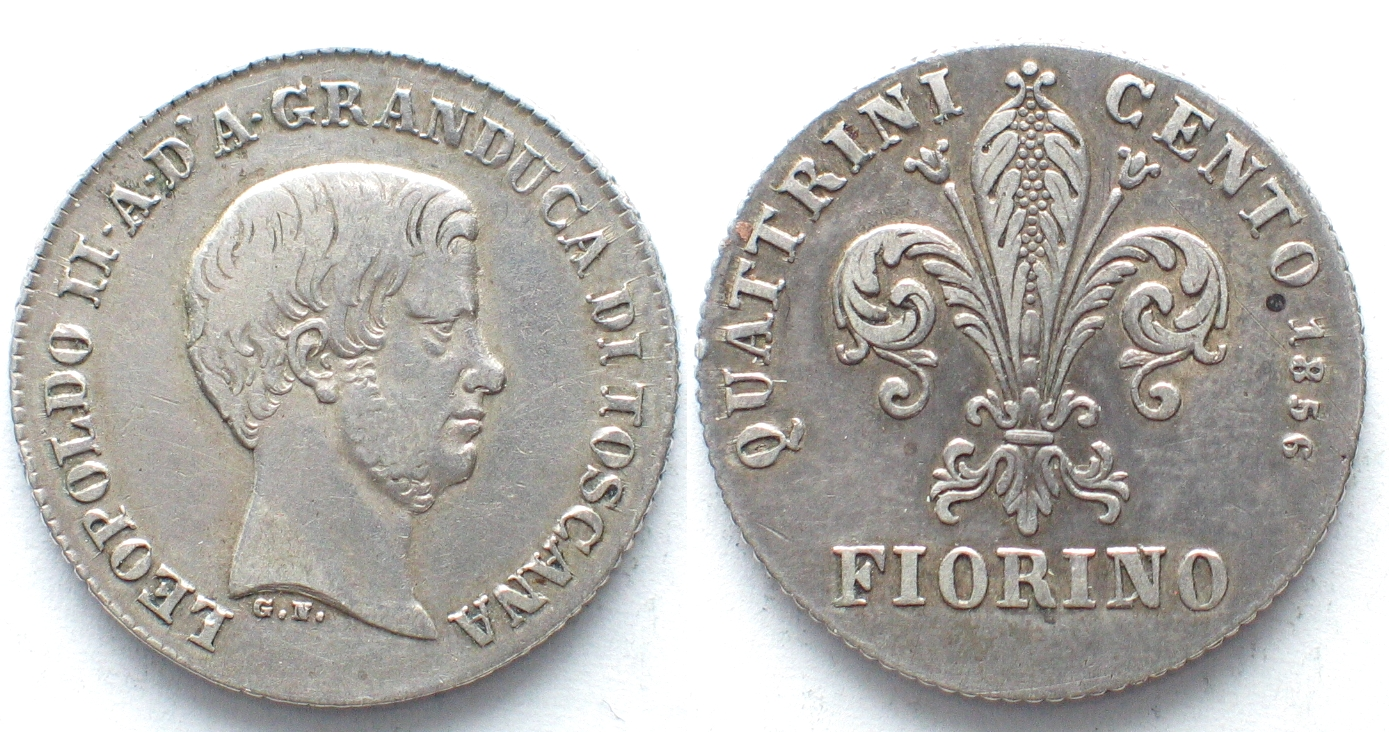
Pièce de 1 florin (1856) en argent pesant 6.876 g, recto/verso, et figurant Léopold II.

### Pièces de monnaie
La Monnaie de Florence est l'institution chargée de la frappe des pièces, sauf rares exceptions (Pise par exemple). Le graveur général est Giuseppe Nideröst.
La frappe est régulière de 1827 à 1858, mais peu abondante. 
La plus petite monnaie est le quattrino de cuivre, pesant 0,87 g.
On a ensuite des pièces en cuivre de 3 et 5 quattrini.
La pièce de 10 quattrini est en billon.
Celle de 20 est en argent et s'appelle mezzo paolo (ou ½ paolo).
La 40 quattrini en argent s'appelle 1 paolo.
Il existe des pièces de un quart, un demi et 1 florin en argent.
La pièce de 2 florins s'appelle le demi francescone.
1 francescone d'argent vaut 4 florins.
Enfin trois pièces d'or sont frappées : le zecchino valant 8,5 florins d'argent, le ruspone valant 25,5 florins et pesant 10,45 g, et la pièce de 80 florins appelée ottanta et pesant 32,65 g, frappée seulement en 1827-1828. Le titrage est de 998 millièmes.

### Billets de banque
La Cassa di Sconto (Caisse d'escompte) est fondée le 31 décembre 1816 à Florence. Elle va émettre dans la foulée de véritables billets de banque ayant cours légal et payables à vue pour un montant total de 1,719 million de lires toscanes. En juin 1827 cette banque est rebaptisée Banca di Sconto di Firenze. Ses émissions sont garanties par la Regia Depositeria di Sua Altezza Reale. Les billets de petits montants, exprimés en francescone et paoli, prennent alors le nom de fogli di zecca (feuille de monnaie). En 1832, la Cassa di Sconto di Livorno (Caisse d'escompte de Livourne) émet à son tour des billets. De même à Sienne, à Pise, à Pistoia, et Lucques, divers établissements ouvrent et émettent des billets. La Banque nationale toscane (Banca Nazionale Toscana) est née de la fusion de ces divers comptoirs et caisses le 8 juillet 1857 ; elle fabrique des billets jusqu'en 1878, avant de céder au monopôle de la Banque d'Italie. 